# John Felton
John Felton, angleški mornariški poročnik, * 1595, † 28. oktober 1628.
Najbolj znan je po tem, da je umoril Georgea Villiersa, vojvodo Buckinghamskega. Za dejanje se je odločil po neuspelem obleganju francoskega mesta La Rochelle, v katerem si je Villiers pridobil sloves nesposobnega voditelja, poraz pa je pomenil hudo ponižanje pred Francozi. Felton je bil v bitki ranjen, Villiersa pa je smatral za odgovornega da je bil po njegovem mnenju premalo plačan in da ni napredoval po činu. Zato ga je 23. avgusta 1628 do smrti zabodel v Portsmouthu.
Kmalu po umoru je zbrani množici priznal svoje dejanje v upanju da bo dobro sprejeto, vendar je bil takoj aretiran in poslan v London na zaslišanje. Med čakanjem na sojenje je nastalo več pesmi in pamfletov, ki so opevali umor, a so ga oblasti vseeno obsodile na smrt in 28. oktobra istega leta usmrtile z obešanjem.
Zgodbo o umoru je uporabil Alexandre Dumas v svojem romanu Trije mušketirji, a z izmišljenim ozadjem.
1. ↑  John Felton